# 輕騎兵的衝鋒 (詩)
《輕騎兵的衝鋒》（英語：The Charge of the Light Brigade）是英國詩人阿佛烈·丁尼生在1854年創作的敘述詩，描述在克里米亞戰爭巴拉克拉瓦戰役中英軍輕騎兵向俄軍發起的衝鋒。這首詩講述了騎兵英勇的故事。由於命令失誤，他們遭遇了不幸。這首詩的主題是光榮、榮譽、戰亂、戰爭的駭人聽聞、戰爭的徒勞。這首詩是對騎兵榮耀的紀念。這首詩被西方流行媒體引用。

## 中文翻譯文字
一
半英里，半英里，
半英里向前，
在死亡之谷，
六百騎兵，
「前進，輕騎旅！
衝向大砲！ 」他下令。
進入死亡之谷，
六百騎兵勇往直前。
二
“前進，輕騎旅！”
有人質疑嗎？
雖然士兵們知道，
有人犯了大錯，
他們不去答复，
他們不作爭論，
他們只遵守命令，勇敢赴死。
進入死亡之谷，
六百騎兵勇往直前。
三
大砲在他們右側，
大砲在他們左側，
大砲在他們前方，
齊射和轟鳴；
砲彈和子彈如雨，
他們勇敢地騎行，
踏入死亡之頜，
衝入地獄之口，
六百騎兵勇往直前。
四
他們的劍刃閃閃發光，
在空中劈砍，閃爍光芒，
他們斬殺砲兵，
衝擊整個俄軍隊伍，
全世界屏息凝神。
他們衝破煙霧，
攻破防線；
哥薩克和俄軍，
被震撼得踉蹌，
四分五裂。
然後騎兵回來，
但已不是六百。
五
大砲在他們右側，
大砲在他們左側，
大砲在他們前方，
齊射和轟鳴；
砲彈和子彈如雨，
馬匹和英雄紛紛倒下，
儘管他們英勇無比，
穿過死亡之頜，
從地獄之口回來，
所剩無幾，
曾經的六百。
六
他們的榮光何時褪去？
啊，他們驚世的衝鋒！
全世界屏息凝神，
向他們的壯舉致敬！
向輕騎旅致敬，
豪情壯志的六百騎兵！

## 英文原文
Half a league, half a league,
Half a league onward,
All in the valley of Death
Rode the six hundred.
'Forward, the Light Brigade!
Charge for the guns' he said:
Into the valley of Death
Rode the six hundred.
'Forward, the Light Brigade!'
Was there a man dismay'd?
Not tho' the soldiers knew
Some one had blunder'd:
Theirs not to make reply,
Theirs not to reason why,
Theirs but to do and die:
Into the valley of Death
Rode the six hundred.
Cannon to the right of them,
Cannon to the left of them,
Cannon in front of them
Volley'd and thunder'd;
Storm'd at with shot and shell,
Boldly they rode and well,
Into the jaws of Death,
Into the mouth of Hell
Rode the six hundred.
Flash'd all their sabres bare,
Flash'd as they turned in air
Sabring the gunners there,
Charging an army while
All the world wonder'd:
Plunged in the battery-smoke
Right thro' the line they broke;
Cossack and Russian
Reel'd from the sabre-stroke
Shatter'd and sunder'd.
Then they rode back, but not
Not the six hundred.
Cannon to right of them,
Cannon to left of them,
Cannon behind them
Volley'd and thunder'd;
Storm'd at with shot and shell,
While horse and hero fell,
They that had fought so well
Came thro' the jaws of Death,
Back from the mouth of Hell,
All that was left of them,
Left of six hundred.
When can their glory fade?
Of the wild charge they made!
All the world wonder'd.
Honour the charge they made!
Honour the Light Brigade,
Noble six hundred!

### 文献
- Francis, Elizabeth A. . Victorian Poetry. 1976, 14 (2): 113–123. JSTOR 40002377.
- Shannon, Edgar & Ricks, Christopher. . Studies in Bibliography. 1985, 38: 1–44. JSTOR 40371812.